# نارية الدقيق
نارية الدقيق أو فراشة الحبوب والنخالة (الاسم العلمي: Pyralis farinalis)، هي عثة عالمية من فصيلة الناريات. يساريعها هي آفات لبعض الأطعمة المخزنة، مثل المنتجات النباتية المطحونة. تعيش على النثارات النباتية والقشر والثمار الجافة والدقيق والكسب والفلين. فراشاتها صغيرة القد، وتظهر من أيار إلى تشرين، وتألف البيوت والأفران والمطاحن. أجيالها الحولية ثلاثة.

## التفاعلات مع البشر

### آفة نباتات المحاصيل
بسبب شهية عثة الوجبة الكبيرة للحبوب والحبوب، يعدها المزارعون آفة. إذا لم تخزن الحبوب تخزينصا صحيحًا، فإن مستعمرة عثة الوجبة يمكن أن تلحق أضرارًا جسيمة بالمحصول.

### الاستخدام الزراعي
أحد الاستخدامات المدهشة لنارية الدقيق هو استخدامه في إنتاج «شاي الحشرات» في الصين. في الصين، تعيش العثة على النبات المضيف لـ Litsea coreana ويقوم العلماء بدراسة درجات الحرارة المثلى التي يمكن للعثة أن تنمو وتتطور بشكل أفضل على أمل أن تكون قادرة على زراعة العث لشاي الحشرات.

## معرض الصور

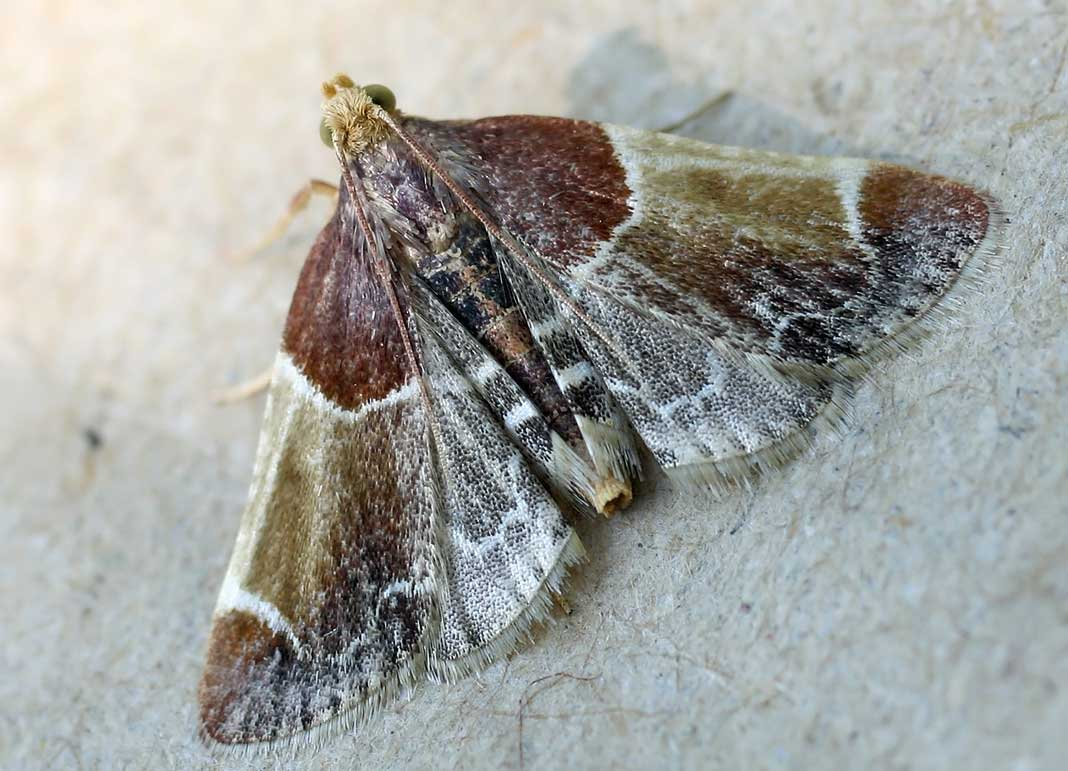
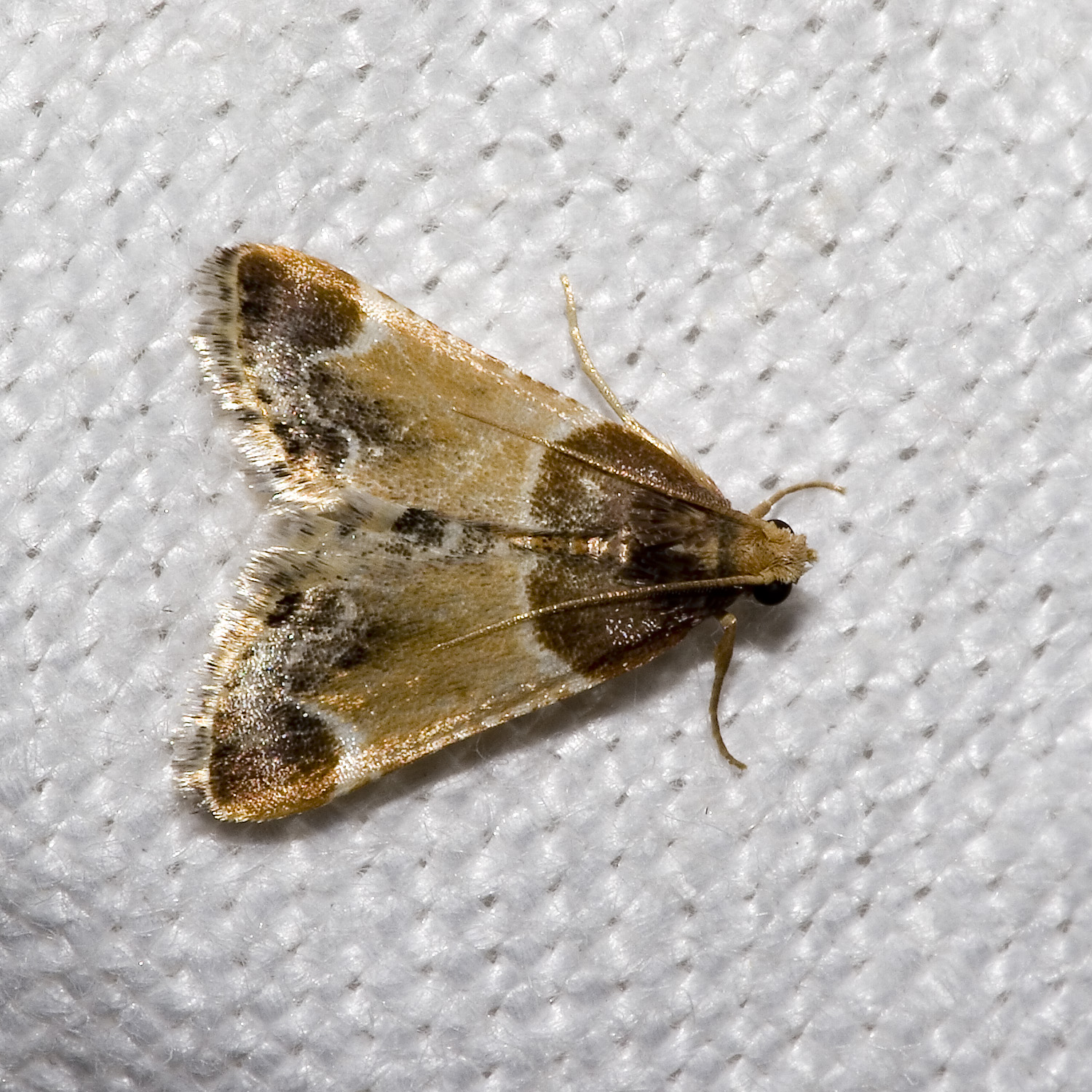
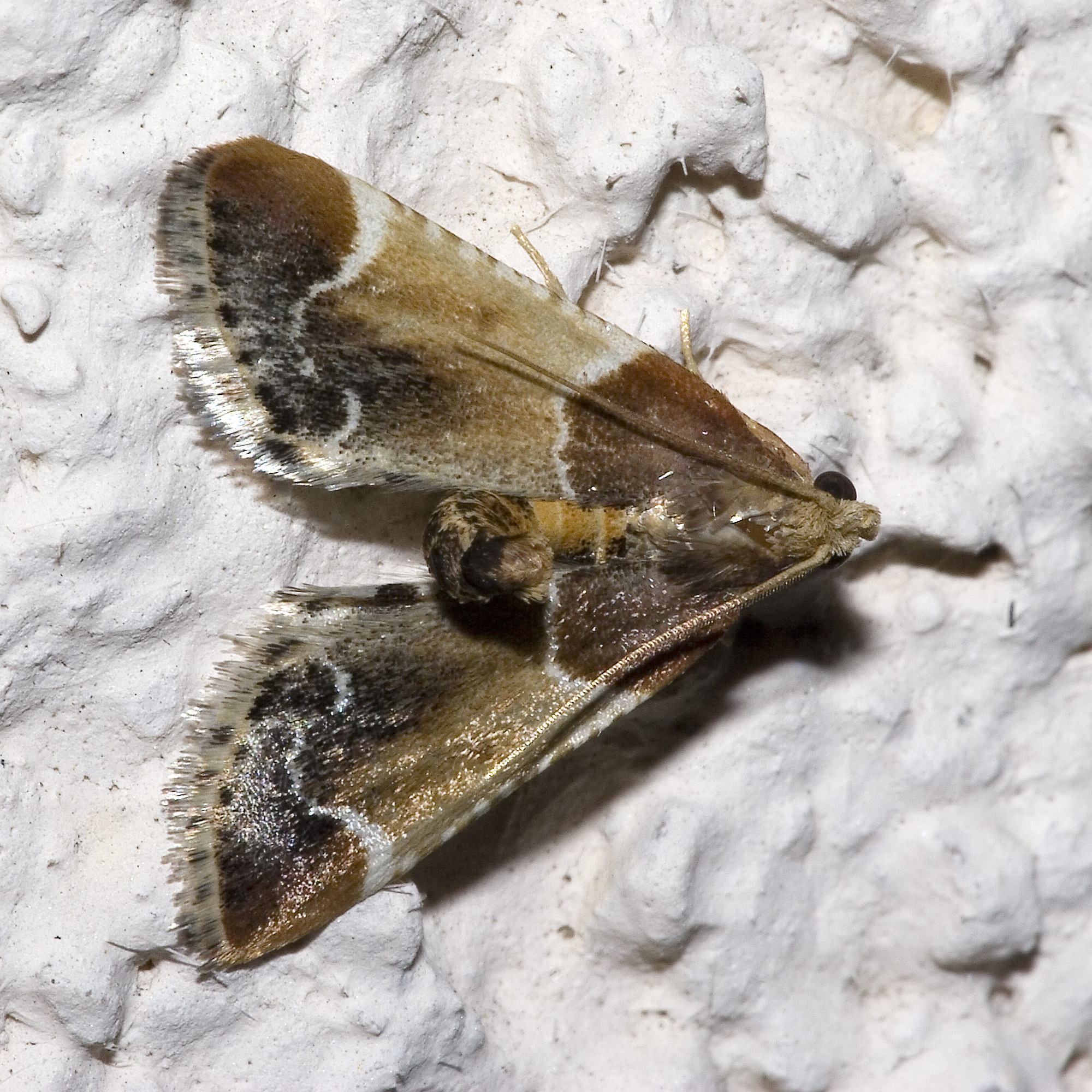
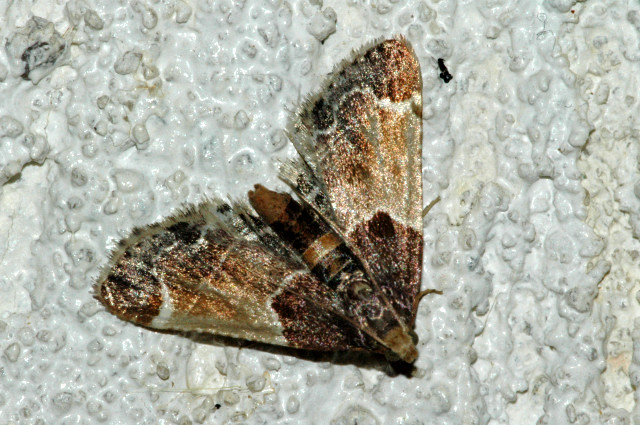
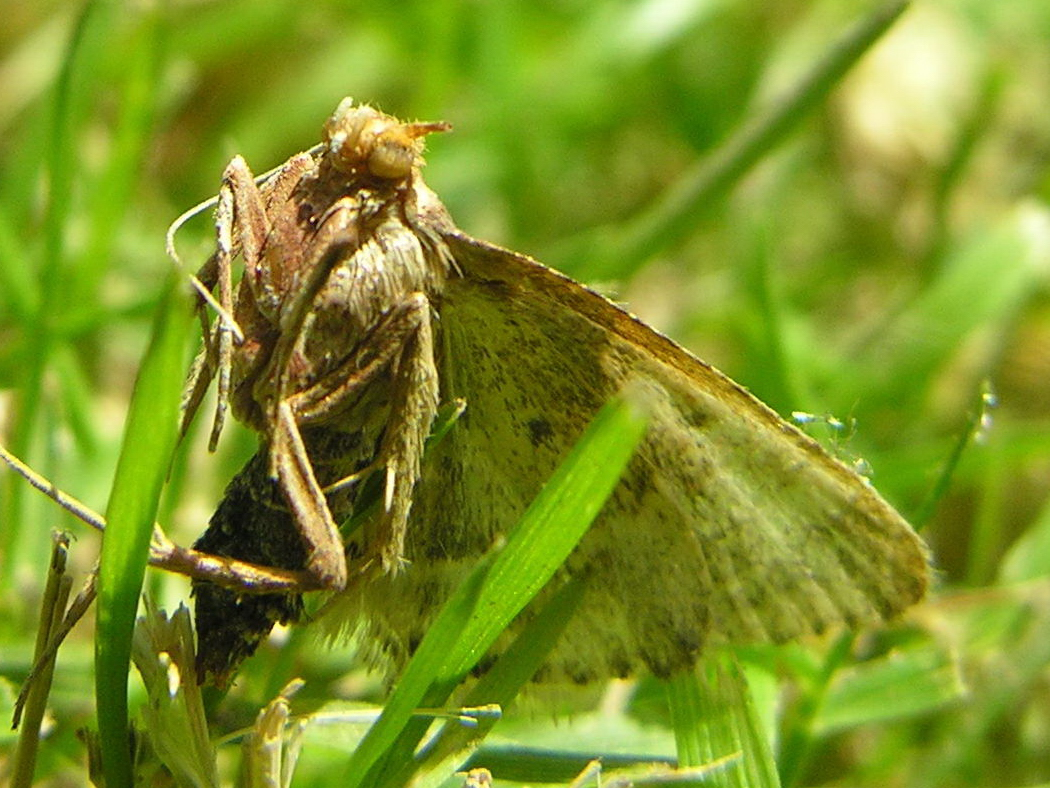
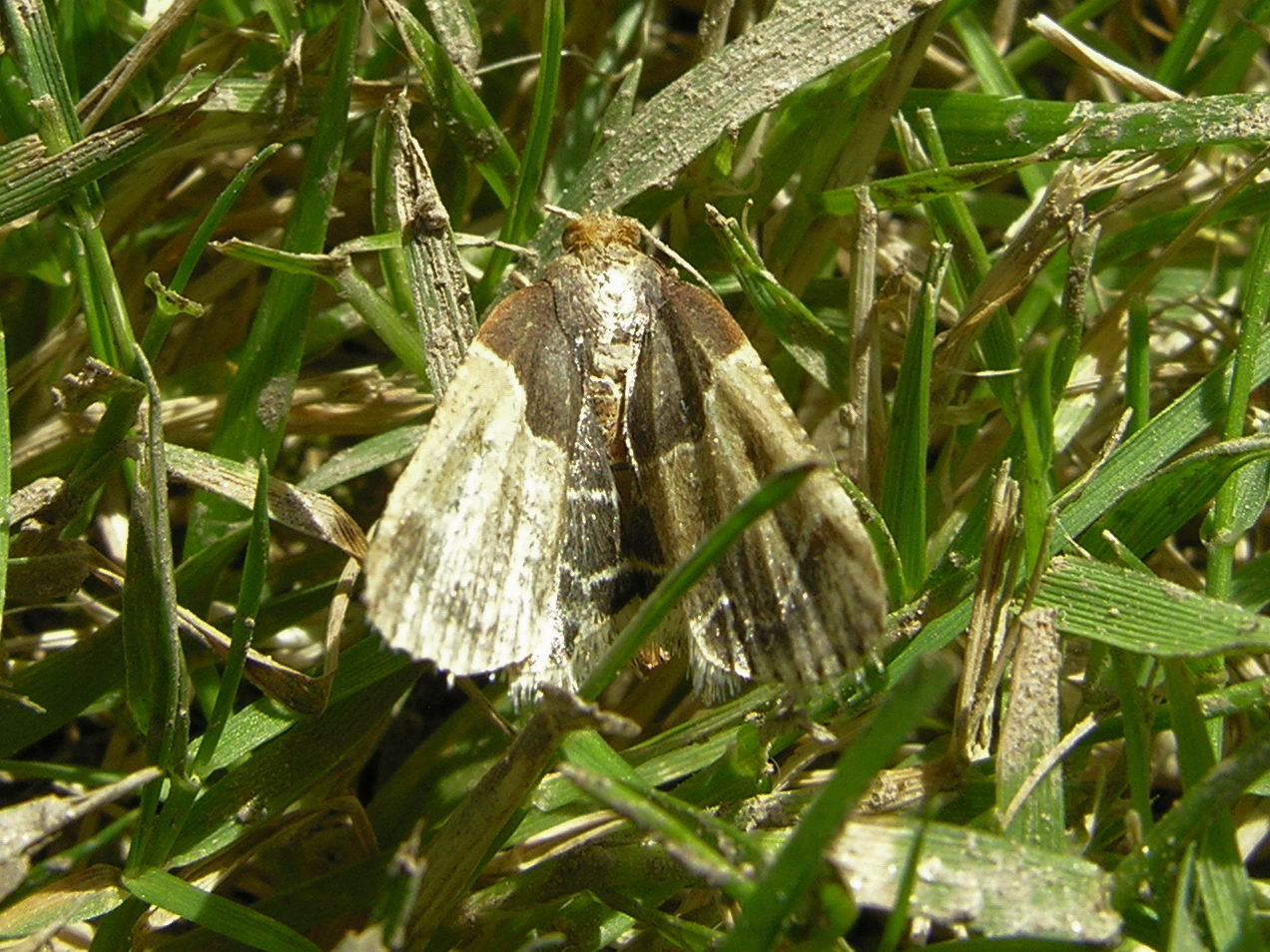
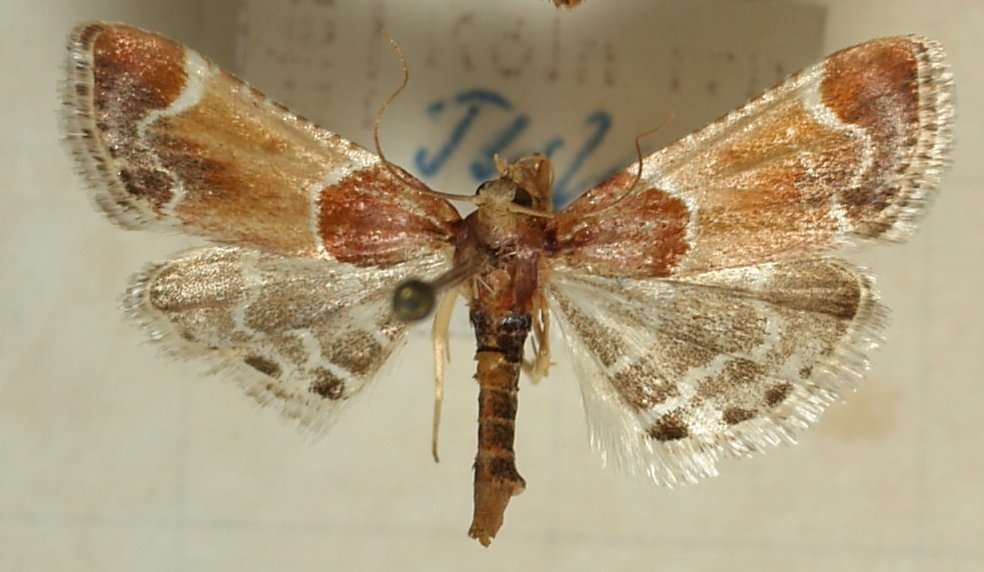
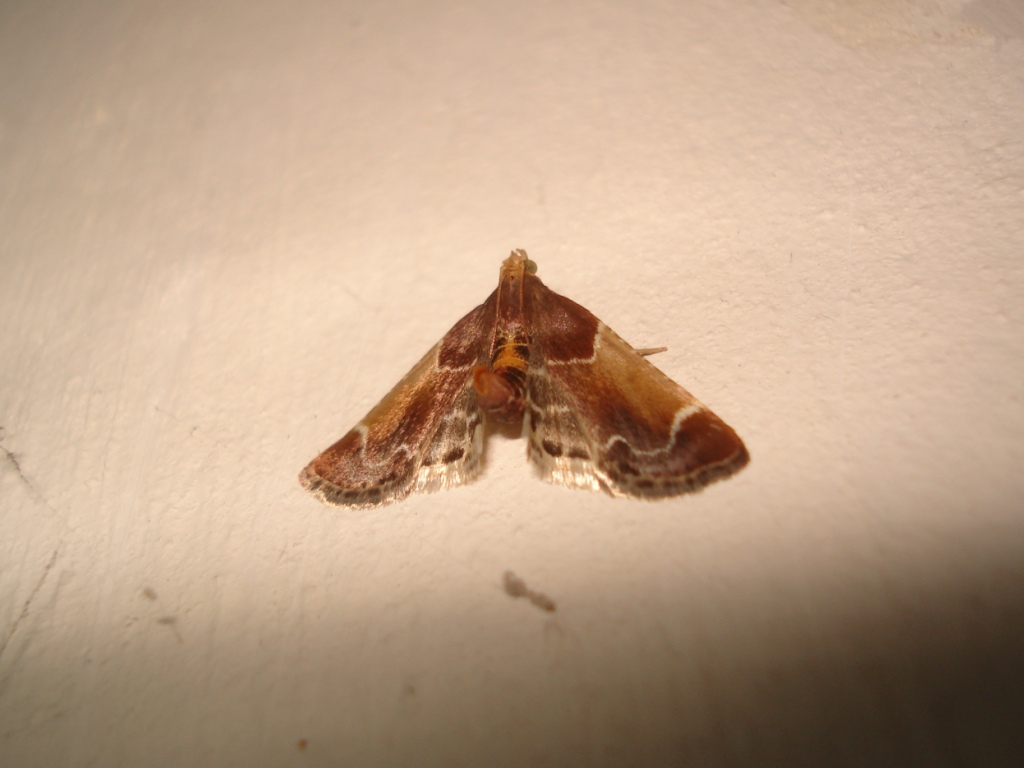
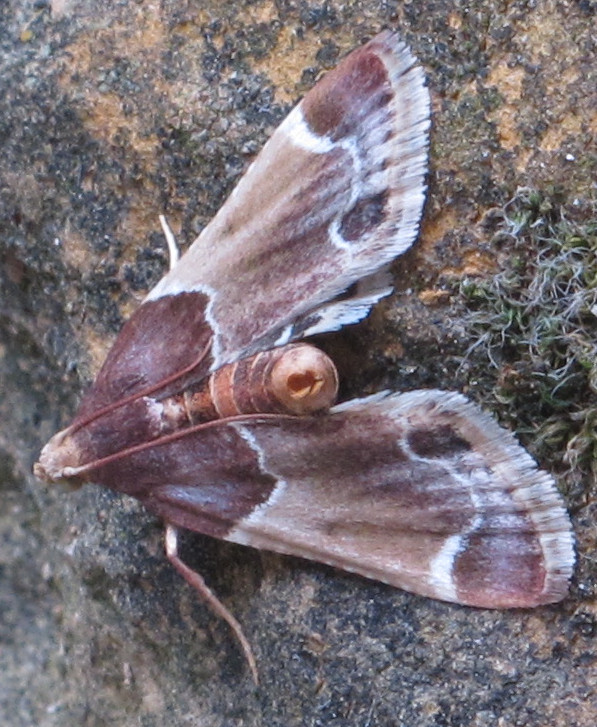